# Championnat de Finlande de hockey sur glace 1947-1948
Saison précédente Saison suivante
La saison 1947-1948 est la seizième saison de la SM-sarja.
Le Tarmo Hämeenlinna remporte le 16e titre de champion de Finlande en terminant terminant à la première place du classement.

## Déroulement

### Classement
| Clt   | Équipe            | PJ | V | D | N | BP | BC | Diff | Pts |
| ----- | ----------------- | -- | - | - | - | -- | -- | ---- | --- |
| +001, | Tarmo Hämeenlinna | 6  | 6 | 0 | 0 | 52 | 12 | +40  | 12  |
| +002, | Ilves Tampere     | 6  | 4 | 0 | 2 | 77 | 19 | +58  | 8   |
| +003, | TBK Tampere       | 6  | 4 | 0 | 2 | 41 | 24 | +17  | 8   |
| +004, | HSK Helsinki      | 6  | 4 | 0 | 2 | 34 | 24 | +10  | 8   |
| +005, | TuPK Turku        | 6  | 2 | 0 | 4 | 21 | 52 | -31  | 4   |
| +006, | Åbo IFK           | 6  | 1 | 0 | 5 | 25 | 57 | -32  | 2   |
| +007, | TPS Turku         | 6  | 0 | 0 | 6 | 12 | 74 | -62  | 0   |

- Champion de Finlande
- Barrage de promotion-relégation
- Relégué en I-divisionna

### Meilleurs pointeurs
Cette section présente les meilleurs pointeurs de la saison.
| Clt | Joueur           | Équipe            | PJ | B  | A | Pts | Pun |
| --- | ---------------- | ----------------- | -- | -- | - | --- | --- |
| 1   | Aarne Honkavaara | Ilves Tampere     | 6  | 20 | 3 | 23  | 0   |
| 2   | Keijo Kuusela    | Tarmo Hämeenlinna | 6  | 14 | 9 | 23  | 0   |
| 3   | Kalle Havulinna  | Ilves Tampere     | 6  | 16 | 3 | 19  | 0   |
| 4   | Eero Salisma     | Ilves Tampere     | 6  | 11 | 4 | 15  | 0   |
| 5   | Osmo Huhti       | Tarmo Hämeenlinna | 6  | 12 | 1 | 13  | 0   |